# Florent Ibenge
Jean-Florent Ikwange Ibenge, (Léopoldville, 4 de dezembro de 1961) é um ex-futebolista e atual treinador de futebol congolês. Atualmente treina a seleção do seu país.

## Títulos
RDC
- Campeonato Africano das Nações: 2015 - 3º Lugar.